# Bathylagichthys longipinnis
Bathylagichthys longipinnis är en fiskart som först beskrevs av Kobyliansky, 1985.  Bathylagichthys longipinnis ingår i släktet Bathylagichthys och familjen Bathylagidae. Inga underarter finns listade.